# Chest Fever
«Chest Fever» es una canción compuesta por el músico canadiense Robbie Robertson y publicada en el álbum debut del grupo de rock The Band, Music from Big Pink, en 1968.
Según Peter Viney, historiador de The Band, "Chest Fever" es "el tema de Big Pink que más ha aparecido en posteriores álbumes en directo y en recopilatorios, sólo por detrás de "The Weight"".
La música fue compuesta por el guitarrista y vocalista Robbie Robertson, y aunque la autoría de la canción está acreditada a Robertson, la letra, según el batería Levon Helm, fue improvisada por Richard Manuel y por él mismo, relatando la historia de un hombre que se vuelve enfermo cuando es despreciado por la mujer que ama. Por su parte, Robertson comentó que la letra carecía de sentido y que fue usada solo cuando la parte instrumental ya estaba grabada, diciendo: "No estoy seguro de que sepa la letra de "Chest Fever", y tampoco estoy seguro de que haya letra para "Chest Fever".
Según Viney: "Cuando Levon Helm se quejaba sobre la partición de las regalías en este periodo, solía citar esta canción. El tema es que la contribución de Garth Hudson fue gravemente subestimada y no fue acreditada. Tal y como él dijo: "¿Qué recuerdas de "Chest Fever", la letra o el órgano?"".
The Band interpretó "Chest Fever" como tema de apertura en su participación en el Festival de Woodstock en 1969, tras el concierto de Ten Years After.

## "Chest Fever" en otros álbumes
"Chest Fever" figura en los álbumes en directo de The Band Rock of Ages y Live at Loreley, así como en numerosos álbumes recopilatorios, entre los cuales figuran To Kingdom Come, Anthology, Across The Great Divide y Greatest Hits. También fue publicado en los álbumes en solitario de Rick Danko In Concert y en Live on Breeze Hill, así como en el álbum homenaje a Richard Manuel de 2005 Whispering Pines: Live at the Getaway.
La versión de Widespread Panic fue publicada en el álbum tributo a The Band Endless Highway: The Music of The Band.

## Versiones
Tras la muerte de Richard Manuel, la nueva formación reunificada de The Band continuó interpretando "Chest Fever" con Levon Helm en la parte vocal, convirtiéndose en una obra de Garth Hudson al órgano, quien acompañó la canción con una introducción semejante a la Fuga en Mi menor de Johann Sebastian Bach.
La canción fue versionada por numerosas bandas, entre las que figuran Three Dog Night y, más recientemente, Widespread Panic. En una reseña del álbum Endless Highway: The Music of The Band, David Hyland señaló: "Widespread Panic transforman "Chest Fever" en lo que debería hacer sonado en El último vals, con el acompañamiento de una sección de vientos".